# Pseudophilautus semiruber
Espèce
Synonymes
- Ixalus semiruber Annandale, 1913
- Philautus semiruber (Annandale, 1913)

Statut de conservation UICN

 DD  : Données insuffisantes
Pseudophilautus semiruber  est une espèce d'amphibiens de la famille des Rhacophoridae.

## Répartition
Cette espèce est endémique du Sri Lanka. Sa première observation date de 1913 à sa localité type, Pattipola, à environ 1 800 m d'altitude qui se situe dans la région de Nuwara Eliya. Récemment en 2005, elle a été observée à 1 750 m d'altitude à Agra-Bopath

## Description
Cette espèce n'était connue que par son holotype, aujourd'hui perdu. Dans sa description, Annandale fait état d'un spécimen très petit mesurant au mieux 12 mm et dont le dos était brun foncé dans sa partie antérieure et rouge dans sa partie postérieure. Il indique qu'il n'a collecté qu'un unique exemplaire mais qu'il en a vu davantage en octobre 1911.
Elle a été retrouvée dans la nature en 2005 et ce spécimen mesure 13,4 mm.

## Étymologie
Son nom d'espèce, du préfixe latin semi, « à demi », et ruber, « rouge », lui a été donné en référence à sa coloration.

## Publication originale
- Annandale, 1913 : Some new interest Batrachia and Lizards from India, Ceylon and Borneo. Records of the Indian Museum Calcutta, vol. 9, p. 301-309 (texte intégral).